# محسن سرخو
محسن سرخو (زاده ۲۰ شهریور ۱۳۳۵ تهران) سیاستمدار اصلاح‌طلب ایرانی و عضو چهارمین دوره شورای شهر تهران بود که در انتخابات این دوره در فهرست ائتلاف اصلاح‌طلبان قرار داشت. او همچنین مدیرعامل و رئیس هیئت مدیره اتحادیه تعاونی مسکن کارگران ایران و رئیس کمیته حمل و نقل و ترافیک و رئیس شورای سیاسی حزب اسلامی کار است.

### سوابق تحصیلی
- لیسانس مهندسی عمران
- فوق لیسانس مدیریت صنعتی
- سایر مدارک :دارای پروانه اشتغال به کار مهندسی ساختمان رتبه ارشد در محاسبه، نظارت و اجرا

## سوابق اجرائی
- عضو شورای اسلامی شهر تهران
- عضو هیئت مدیره سازمان تأمین اجتماعی
- معاون وزیر کار و رئیس سازمان آموزش فنی و حرفه‌ای کشور
- معاون اداری و مالی وزارت کار و امور اجتماعی
- معاون اشتغال وزارت کار و امور اجتماعی
- عضو هیئت مدیره صندوق حمایت از فرصتهای شغلی
- معاون اداری و مالی و سرپرست معاونت هماهنگی وزارت کار
- رئیس هیئت مدیره و مدیرعامل اتحادیه اسکان
- معاون تحقیق و توسعه شرکت دخانیات ایران با حفظ سمت سرپرست مجمع دخانیات تهران
- عضو هیئت مدیره و قائم مقام شرکت بازرگانی دولتی ایران
- عضو هیئت مدیره و معاون اداری و مالی سازمان غله کشور
- مدیرکل ارزشیابی و رسیدگی به شکایات وزارت کار
- قائم مقام بازرسی ویژه نخست‌وزیر
- مسئول واحد دانشجویی حزب جمهوری اسلامی
- مدیریت پروژه‌های عمرانی و راهسازی

## فعالیتهای برنامه‌ریزی و مدیریت پروژه‌ها و همایشها
- عضو کمیته اشتغال برنامه پنج ساله دوم توسعه کشور
- عضو کمیته اشتغال شورای آموزش برنامه پنج ساله سوم توسعه کشور
- رئیس کمیته آموزشهای کوتاه مدت و عضو شورای آموزش و پژوهش برنامه چهارم توسعه کشور
- عضو شورای روابط اقتصادی خارجی
- مدیریت پروژه احداث هشتاد و شش کارگاه تولیدی مربوط به طرح‌های اشتغال زا در سراسر کشور
- نایب رئیس هیئت جمهوری اسلامی ایران در کنفرانس بین‌المللی کار در ژنو سوئیس
- حضور و سخنرانی در مراسم افتتاحیه پنجاهمین سالگرد تأسیس سازمان بین‌المللی آموزشهای حرفه‌ای در لیسبون پرتغال و اخذ عضویت مجدد جمهوری اسلامی ایران پس از بیست سال قطع ارتباط
- ریاست اجلاس منطقه‌ای اشتغال محور توسعه در تهران با حضور دفتر اروپایی سازمان بین‌المللی کار و کشورهای عضو اکو و آسیای میانه
- حضور و سخنرانی در کنفرانس سه جانبه ملی کار و ریاست کمیته اشتغال و آموزشهای فنی و حرفه‌ای

## تالیفات و تدریس
- فرهنگ ملی مشاغل در هشت جلد
- طرح‌های تیپ اشتغال زا در دو جلد
- تدوین مقالات پارک تکنولوژی و توسعه آموزشهای حرفه‌ای در نشریه تخصصی مهارت
- مدیریت پروژه مطالعاتی وضعیت اشتغال زنان در ایران با همکاری UNDP (دفتر عمران ملل متحد)
- تدریس درسهای روش تحقیق و اقتصاد عمومی (خرد و کلان) در دانشگاه

## تقدیرنامه‌ها
- تقدیرنامه از نخست‌وزیر در دوران جنگ ایران و عراق
- تقدیرنامه از رئیس‌جمهور در دولت سازندگی
- تقدیرنامه از معاون رئیس‌جمهور و رئیس سازمان برنامه و بودجه در دولت اصلاحات
- تقدیرنامه از رئیس‌جمهور و تعیین سازمان آموزش فنی وحرفه‌ای به عنوان دستگاه نمونه کشوری دردولت اصلاحات
- تقدیرنامه از معاون رئیس‌جمهور و دبیرکل سازمان اداری و امور استخدامی کشور در دولت سازندگی